# Montmorencyho vodopády

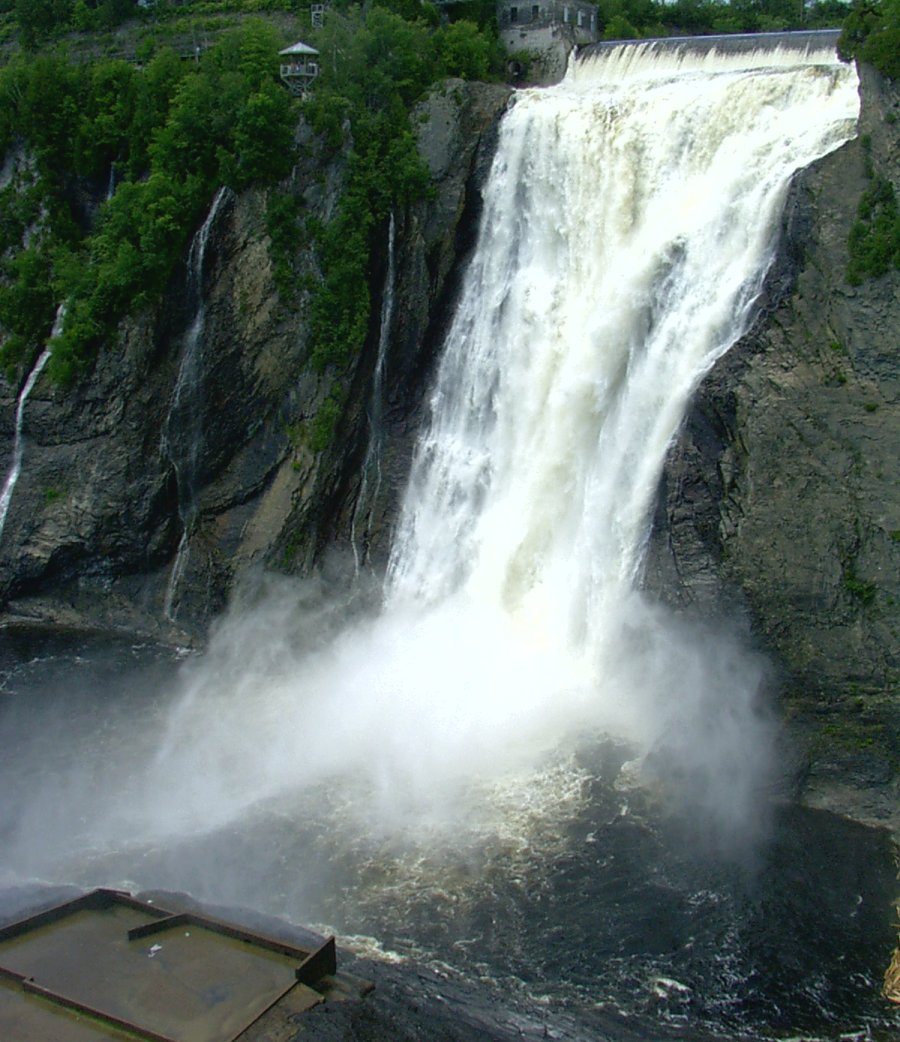
Montmorencyho vodopády v létě

Montmorencyho vodopády (francouzsky Chute Montmorency, anglicky Montmorency Falls) jsou 83 metrů vysoké vodopády u města Québec v Kanadě. Montmorencyho vodopády jsou o 30 metrů vyšší než slavné Niagarské vodopády.
Vodopády se nacházejí na řece Montmorency v jejím ústí do řeky svatého Vavřince naproti západnímu konci ostrova Île d'Orleans.